# Gottfried Haberler
Gottfried Haberler (Purkersdorf, 20 juli 1900 - Washington, 6 mei 1995) was een Oostenrijks-Amerikaans econoom.
Haberler doceerde aan de London School of Economics en later aan de Harvard University in de VS. Hij werkte met Arthur Spiethoff samen aan een economisch conjunctuur-fasenmodel. Daarnaast hield hij zich ook intensief bezig met de internationale handel. Vanaf 1950 was hij de eerste president van de International Economic Association.